# Christian Ditlev Frederik Reventlow
 Der er flere personer med dette navn, se Christian Ditlev Reventlow (flertydig).
Christian Ditlev Frederik lensgreve Reventlow (født 11. marts 1748 i København, død 11. oktober 1827 på Christianssæde, Maribo) var en dansk godsejer, gehejmestatsminister og politiker, hvis indflydelse på folkets liv og meninger gjorde ham populær. Han var bror til Johan Ludvig og Conrad Georg Reventlow og Louise Stolberg.
C.D.F. Reventlow var en af hovedmændene bag ophævelsen af stavnsbåndet. I 1788 opløstes stavnsbåndet endeligt, hvilket i høj grad tilskrives Reventlow og hans to gode venner Andreas Peter Bernstorff (1735–1797) og Christian Colbiørnsen. Fra 1789 var Reventlow ledende medlem af den skolekommission, der forberedte 1814-skoleloven, og medvirkede aktivt i oprettelsen af lærerseminarier. Indenfor skovdrift var Reventlow foregangsmand og initiativtager til fredskovsforordningen af 1805. På sine egne godser praktiserede Reventlow sine politiske ideer længe før de blev til love – han oprettede skoler, afløste hoveri og indførte moderne driftsmetoder. Den 5. juli 1797 blev han udnævnt til gehejmestatsminister.
Reventlows kritiske holdning til Frederik VI's udenrigspolitik og økonomiske politik, der førte til krigen mod England og efterfølgende statsbankerot, bragte ham i stigende modsætning til kongen, hvis kabinetsstyre han misbilligede. I 1813 forlod Reventlow statstjenesten i protest mod forordningen om statsbankerotten, men forblev formelt medlem af Konseillet – dog uden at deltage i møderne.
Senere trak Reventlow sig tilbage til sine godser på Lolland, hvor han lod opføre herregården Pederstrups hovedbygning. Da den gamle politiker døde, blev han hædret for at kæmpe for folkets frihed, og for at sætte landboreformerne i gang.

## Opvækst og uddannelse
C.D.F. Reventlow var ældste søn af gehejmeråd Christian Ditlev Reventlow (1710-1775) og dennes hustru Johanne Sophie Frederikke baronesse von Bothmer (1718-1754), datter af Friedrich Johann von Bothmer. Sin vigtigste undervisning modtog han sammen med sin yngre broder Johan Ludvig Reventlow, først i årene 1763 og 1764 ved gymnasiet i Altona, hvor opholdet dog i flere henseender ikke var tilfredsstillende, og dernæst i 3 år ved Sorø Akademi, der den gang havde fortrinlige lærerkræfter som Jens Kraft, Jens Schielderup Sneedorff, Jon Erichsen og Andreas Schytte. I en alder af 19 år rejste han derefter, stadig sammen med den nys nævnte broder, til udlandet, hvor de opholdt sig 1 1/2 år ved universitetet i Leipzig, som den gang hørte til Tysklands bedste.
Endnu større betydning havde det dog for dem, at de fra påsken 1769 foretog en rejse omkring i Tyskland, Schweiz, Frankrig og England. Det var et såre vigtigt kendskab, de begge og særlig C. Reventlow på denne rejse vandt til sociale og økonomiske forhold i de mest fremskredne kulturlande. Sammenligningen imellem landboforholdene i Frankrig og England måtte bl.a. være i høj grad befrugtende, og udbyttet af rejsen blev så meget større, som de havde med sig som et slags hovmester en fortræffelig og kundskabsrig mand, sachseren Carl Wendt, der siden hele livet igennem var nøje knyttet til Reventlow og steg til høje embedsstillinger her hjemme.
Efter at brødrene i efteråret 1770 var kommet tilbage til Danmark, rejste de næste år til Sverige og Norge, især for at studere bjergværksdriften.

## Karriere under Guldbergtiden
Sjælden har vel en ung adelsmand været bedre udrustet med fordannelse på vigtige områder, end Reventlow var det, da han snart efter, at rejserne var endte, kom ind på embedsbanen; og naturligvis avancerede han med sin fornemme byrd og sine forbindelser meget hurtig. I året 1774 blev han deputeret i Kommercekollegiet, 2 år derefter blev han tillige deputeret i Bjergværkskollegiet, og dermed forbandt han i året 1781 at blive deputeret i Søkommissariatet og medlem af Overskattedirektionen. Det følgende år føjede han endnu dertil at blive 1. deputeret i General-Toldkammeret og medlem af Overbankdirektionen.
Imidlertid var han 1774 blevet gift med Frederikke Charlotte von Beulwitz, en datter af gehejmeråd Christoph Ernst von Beulwitz, og ved faderens død 1775 arvede han grevskabet Christianssæde på Lolland. Opfyldt af de fremskridtstanker på landbovæsenets område, der den gang fandt så levende tilslutning hos mange opvakte og frisindede mænd, gav han sig straks som godsejer i færd med reformer på sine store landejendomme med forbedring af agerbrugsredskaber, indførelse af en ny og bedre drift, udskiftning og udflytning af bøndergårde, afløsning af hoveri osv. godsejervirksomheden fængslede ham endog i den grad, at han følte sig stærkt fristet til at opgive embedsgerningen, trække sig tilbage til sit grevskab og alene leve for at bringe det i en blomstrende tilstand og særlig for at forbedre sine bønders kår. Men lykkeligvis sejrede trangen hos ham til at gøre gavn på en større virkeplads, og han vedblev at arbejde i statstjenesten, samtidig med at han dog tillige søgte at gøre for sit gods og sine bønder, hvad han kunne.
Man kunne tro, at den rige virksomhed, han havde lejlighed til at udfolde i sine betydelige embeder, måtte tilfredsstille ham; men han følte sig efterhånden mere og mere utilfreds med de grundsætninger, hvorefter styrelsen lededes på statens øverste trin i denne den såkaldte Guldbergske tid. Hans misstemning blev særlig levende, efter at A.P. Bernstorff var blevet afskediget i november 1780; thi han hørte helt til den kreds, hvis midtpunkt Bernstorff var, og intet kunne let overgå den beundring og den hengivenhed, han følte for denne statsmand. Samtidig med at uenighed imellem ham og Guldberg på finansstyrelsens område bevirkede, at han (1783) blev fjernet fra sin plads i Overbankdirektionen, var han derfor med i de planer, der af flere misfornøjede iblandt de høje embedsmænd efter samråd med den unge kronprins blev lagte om at styrte det Guldbergske regimente og stille kronprinsen i spidsen af staten som dens virkelige styrer med Bernstorff ved sin side som den vigtigste rådgiver.

## Karakteristik af Reventlow
Dette skete som vel bekendt ved Regeringsforandringen 14. april 1784, og Reventlow var iblandt dem, der ved denne lejlighed viste allerstørst iver. Han høstede da også lønnen derfor; thi ingen mere end han vandt ved regeringsskiftet lejlighed til at kunne røre sig frit og kraftig på de områder, på hvilke han følte kald til at gøre gavn. Det var ved sin virksomhed i en årrække fra nu af, at han vandt sig det navn, han har fået som en af de mænd, der har haft de største fortjenester af Danmarks og dets folks udvikling.
Reventlow var ikke en overlegen statsmand, der som leder i kritiske øjeblikke kunne danne midtpunktet i styrelsen; men han var en udmærket fagminister, der beherskede et vidt område. Han havde fortræffelige evner, der, styrkede ved en rig uddannelse, satte ham i stand til at se sundt og skarpt på mange punkter, han bevægede sig inden for de områder, hvor han følte sig hjemme, med fasthed og sikkerhed og satte modig sin personlighed ind på at nå sit mål trods de vanskeligheder, som fordomme eller personligt uvenskab kunne volde. Han gjorde dette så meget mere, som hans gerning, i det mindste på det vigtigste område, tillige var ham en hjertesag. Han var et menneske med stærk og varm følelse, i sin dybeste grund inderlig religiøs, hvad der hos ham ligesom hos A.P. Bernstorff og andre af datidens fromme mennesker især viste sig ved en overordentlig levende forsynstro.
Denne hans religiøsitet virkede med til at give ham den sikkerhed, hvormed han gik frem, og med den hang hans i virkeligheden lyse livsanskuelse sammen; han følte Guds finger og Guds nåde alle vegne i sit livs skiftende skæbner. Men den styrkede også hans følelse af, at han havde den pligt at hjælpe de fortrykte og lidende i samfundet, den ligesom højnede hos ham den humanitetsfølelse, der på den tid var et smukt træk hos de bedste i folket. Når han allerede derved var stemt for reformer i bondestandens stilling, så kom hertil hos ham som hos så mange af reformvennerne overbevisningen om, at det arbejde, bonden ville gøre, når han blev en virkelig fri mand, ville blive ganske anderledes frugtbringende for landet, end det var, når han skulle trælle i stavnsbåndets lænker og med tvangsarbejdet på herregårdens hovmarker.
Man har sigtet Reventlow for, at han som kollegieembedsmand kunne være hensynsløs at arbejde med, at han her kunne have noget af den fornemme mands hovmod ved sig; men bunden i hans sind var dog kærlighed, og dette gjorde ham, hvad opfattelsen af samfundsforholdene angår, til en folkelig mand som få eller ingen i den tid. Før 1784 havde han kun på sit grevskabs snævrere område kunnet handle, som han ville; efter regeringsskiftet blev det som statsmand, han rigtig kunde lade sine grundsætninger få spillerum.

## Karriere efter 1784

### Landboreformerne
2. juni 1784 blev Reventlow genindsat i Overbankdirektionen og tillige deputeret i Finanskollegiet, men, hvad der var vigtigere, han blev 6. august 1784 som 1. deputeret stillet i spidsen for Rentekammeret, hvorunder landbosagerne hørte, og dermed var der åbnet en mark for ham til at virke på dette hans yndlingsområde.
Styrket ved visheden om, at han i Bernstorff havde en kraftig støtte i Statsrådet imod den modstand, der ikke ville udeblive, tog han hurtig fat på reformer. Det første skridt var, at han allerede i november fik nedsat den såkaldte lille Landbokommission, hvis hverv det blev at lade bønderne på krongodset i Frederiksborg og Kronborg Amter få deres fæstegårde i arvefæste, udskifte gårdene, afløse hoveriet og indføre andre forbedringer. Han havde selv tillige med sin broder sæde i denne kommission, der arbejdede med stor iver og grundighed, og hvis gerning bragte rige frugter. Men mens dette arbejde gik sin gang i en række år, havde han slået et endnu langt større slag. Det var lykkedes ham, da han mærkede, at kronprinsen personlig i høj grad var stemt for at forbedre bøndernes kår, i juli 1786 at få denne til at lade nedsætte en stor kommission, der skulle tage hele bondestandens stilling under overvejelse. Et mærkeligt brev, han den gang skrev til sin søster Louise Stolberg, viser, hvilken jublende glæde han følte herover, og med hvilket, man kunne fristes til at sige overmodigt, sejrshåb han gik til at arbejde i denne kommission.
Det skulle vise sig, at han havde grund dertil. Enhver véd, hvorledes denne så berømte store Landbokommission ved sine i adskillige år fortsatte arbejder fremkaldte den betydningsfulde række reformer, der i spidsen havde forordningen af 8. juni 1787, som helt omdannede fæsteforholdet til bøndernes gavn, og stavnsbåndets løsning ved forordningen af 20. juni 1788, men hvorved tillige, for blot at nævne nogle hovedpunkter, hoveritjenesten omordnedes i flere henseender, indtil forordningen af 6. december 1799 til sidst fastslog den ordning, der gjorde ende på alt ubestemt hoveri, ligesom også tiendespørgsmålet underkastedes en omhyggelig undersøgelse, der omsider førte til forordningen af 8. januar 1810.
Mens Reventlow må dele æren for de forordninger, der skyldtes Landbokommissionen i dens 2 første år, med landboreformernes anden store mand, Christian Colbjørnsen, og i det mindste til dels også med konferensraad Vilhelm August Hansen, var han senere afgjort kommissionens vigtigste medlem, og man må i det hele sige, at når man tager kommissionens forhandlinger under ét, har han været den, der har gjort det meste og betydeligste arbejde i den.
Desuden fik han også sæde i andre meget vigtige kommissioner, og dels ved sit arbejde i dem, dels ved sin stilling i spidsen for Rentekammeret fremkaldte han eller havde han i det mindste en væsentlig del i adskillige meget vigtige love, således, hvad særlig agerbruget angår, i forordningerne af 9. juli 1790 om skadeligt vands afledning, af 19. september 1792 om sandflugtens dæmpning og af 29. oktober 1793 om hegn og fred for jorder i Danmark.

### Økonomiske reformer
Allerede tidlig var man imidlertid blevet klar på, at det for at lette gennemførelsen af forbedringer på landbovæsenets område ligesom for øvrigt også på andre økonomiske felter i statens forskellige lande var nødvendigt at lette adgangen til at få pengelån på gunstige vilkår, og det havde derfor en ganske overordentlig betydning, at der 16. august 1786 blev oprettet en offentlig kreditkasse, hvor sådanne lån kunde fås. Reventlow var en af de mænd, der havde fortjenesten af denne heldbringende institutions oprettelse.
Kort efter fik han sæde i den vigtige Finanskommission, som blev nedsat 1787, og som blandt andet skulle overveje, på hvilke måder landets hjælpekilder bedst kunne udvikles. Var Ernst Schimmelmann end vistnok denne kommissions vigtigste mand, havde Reventlow dog også stor del i de forordninger, der skyldtes den og have betydelig interesse ved det arbejde for at udvikle en friere omsætning, der træder frem i dem.
Grundede på dens forslag udkom allerede i 1788 2 overordentlig heldbringende forordninger, den ene af 11. juni, hvorved kvægopdrætningen i Jylland, der hidtil var forbeholdt sædegårdsejere og købstadsborgere, nu blev tilladt alle, den anden forordningen af 6. juni, der tillod tilførsel af korn til Danmark og det søndenfjeldske Norge fra fremmede Lande, hvad Christian 6. havde forbudt ved forordningen af 16. september 1735.
Også fjernere dele af staten kom til at nyde godt af Reventlows og Schimmelmanns frisind. 18. august 1786 var den gamle monopolhandel på Island, der hidtil havde gjældt her, blevet ophævet, og handel på øen blev åbnet for alle kongens undersåtter; det næste år blev ved en forordning af 5. september. Handel på Finmarken tilladt alle, fremmede så vel som indenlandske. Og når Finanskommissionen senere gik så vidt i at fremme den friere omsætning, at den udvirkede den berømte toldlov af 1. februar 1797, der betegnede et fremskridt, som den gang var uden noget sidestykke i Europa, kan Reventlow også siges at have haft sin del deri.

### Skovbrugsreformer
Ganske særlig skyldtes det iver fra hans side, når fortidens tvang løstes på et andet område, nemlig hvad det norske skov- og savbrug angik, da nemlig en forordning af 22. april 1795 gav skov- og savejerne langt større frihed til at bruge deres ejendomme, som de ville, end de før havde haft.
På skovbrugets område står Reventlow som en banebryder, hvis arbejde endnu den dag i dag har betydning, og hvis skrifter ville være en pryd for ethvert lands litteratur. Til grevskabet Christianssæde hørte der store skove, en vigtig indtægtskilde for besidderen; som chef for Rentekammeret måtte Reventlow føle sig kaldet til at reformere statsskovene og at standse den overhåndtagende ødelæggelse af de private skove.
Det var hans yndlingsarbejde at passe og pleje skoven, og selv på rent praktiske områder, særlig udhugning af de unge bevoksninger, blev han en læremester for sin samtid. Den vigtige driftsplan for statens skove, der fremkom 1804, bærer tydeligt præg af Reventlows anskuelser; driften blev forbedret, og udbyttet steg kendelig; en række dygtige mænd, hvoriblandt hannoveranerne Georg Wilhelm Brüel, Georg Christian Ulrich og Friedrich Georg Ernst Sarauw, blev ansat i statens tjeneste; på hederne og andre øde jorder i landets forskellige egne begyndte man store nye skovanlæg. I de private skove tilvejebragte forordningen af 27. september 1805 om skovenes udskiftning, vedligeholdelse og fredning ordnede tilstande, ganske vist kun gennem borthugning af store skovstrækninger som vederlag for græsningsretten, der nu ophørte.
Mens datidens opblomstrende tyske skovbrugslitteratur havde et stærkt spekulativt og doktrinært præg, pegede Reventlow idelig på iagttagelser, forsøg og undersøgelser som de vigtigste kilder til kundskab om træernes rette behandling. "Af gode Forstbøger lærer man meget, men langt mere ved selv at agte paa, hvad der har bidraget til eller skadet Træernes fordelagtige Fremvæxt." Ved beregning, bygget på omfattende målinger, godtgjorde Reventlow, at rummeligere plads, større frihed for de enkelte træer ville fremme deres vækst, således at de i langt kortere tid end almindelig antaget kunne nå en vis tykkelse; gennem den stærkere tilvækst ville man opnå et højere udbytte, en rimelig rente af træernes værdi.
Grundtrækkene af disse anskuelser fremsatte Reventlow allerede 1811 i en afhandling, der blev optaget i Videnskabernes Selskabs Skrifter; han havde længe arbejdet på en udførlig fremstilling, som han selv tillagde stor betydning; i de følgende trange tider nåede han dog ikke at få den udgivet; manuskriptet blev glemt, men mange år efter genfundet, og 1879 udkom hans Forslag til en forbedret Skovdrift, udgivet af W. Gyldenfeldt.

### Uddannelsesreformer
Det har været reformer på det økonomiske område, men Reventlow var for rig og åndelig en natur til blot at holde sig hertil. Det var ham klart, at hvis bondestanden virkelig skulle bringes til at leve og virke, som det sømmede sig for en fri befolkning, måtte den også hæves åndelig, og dertil gik vejen igennem en forbedret skoleundervisning. Ønsket om fremskridt i denne retning var som vel bekendt på den tid stærkt oppe, og hos Reventlow trådte det frem igennem levende gerning.
Der var lidet, han tog sig af med den iver på sine godser, og det var igennem hele hans liv en yndlingssyssel for ham at følge undervisningen i almueskolerne på sit grevskab; men han havde også her en videre virkeplads, da han 1789 var blevet medlem af den da nedsatte kommission for det danske skolevæsen, og med vanlig iver tog han del i dens vigtige forhandlinger, som endte i vedtagelsen og gennemførelsen af skoleforordningen af 1814.

## De senere år
Årene fra 1784-1800 var åbenbart tiden for den mest frugtbringende del af Reventlows embedsvirksomhed, og mens han i den tid, især som landboreformernes store mand, vandt en overordentlig folkeyndest, fik han også vidnesbyrd om kronprinsens velvilje og tillid. Han fik 28. november 1789 værdigheden som præsident i Rentekammeret, og 5. juli 1797 blev han statsminister. Vi ville hertil føje, at efter at han allerede 1778 var blevet Ridder af Dannebrog og i 1803 Elefantridder. Som medlem af Statsrådet kom Reventlow til at bære sin del af de vanskeligheder, som regeringen i den følgende svære tid under Englandskrigene fik at kæmpe med, og han følte stærkt trykket deraf.
Samtidig med at den finansielle stilling i stigende grad vakte hans bekymring, kom ulykkerne udad til, han så som en følge af det af ham selv ganske billigede skattebud af 1. oktober 1802 en modstandsånd udvikle sig hos det holstenske ridderskab, der både politisk og rent personlig pinte ham, og, hvor stor kærlighed og højagtelse han end følte for kronprinsen, ængstedes han dog alvorlig ved dennes voksende lyst til at ville afgøre alt på egen hånd og ved hans skinsyge imod sine officielle rådgivere, der bragte ham til i flere år helt at regere uden Statsrådets medvirken.
Reventlow havde i denne tid meget tunge timer, og det holdt hårdt for ham at bevare sit vante lyse syn på livet. Da han tilmed havde følelse af, at han ikke mere kunne gøre nytte, var det ham vistnok en lettelse, da han 7. december 1813 fik sin afsked både som præsident i Rentekammeret og som deputeret i Finanserne. At han vedblev at stå som statsminister, var i virkeligheden nærmest en slags opmærksomhed imod ham; han trak sig tilbage til sit grevskab; hans virksomhed som statsmand og som embedsmand var forbi.
Men nu, da han levede ovre på Christianssæde og Pederstrup, fik han åbenbart mere livsglæde igen. Efter at ulykkernes mål var nået for staten, og da det gjaldt om i fredens dage at arbejde land og folk op igen, var det ham ikke tilstrækkeligt med resignation at bære de byrder, der måtte bæres; men han fandt også arbejde nok at glæde sig ved; dels syslede han med undersøgelser på forstvæsenets område, hvori han som nævnt havde ypperlige kundskaber og et genialt syn, dels, hvad der var hovedsagen, gav han sig til som godsejer at arbejde videre på det grundlag, der var givet ved de store landboreformer, og han følte stærk opmuntring ved at se, hvor meget der allerede var udrettet. Intet kunne nu i dette sidste afsnit af hans liv være ham en større glæde end at sammenligne sine bønders kår og arbejde med, hvad de havde været i hans ungdoms dage. Den gang, skriver han i et brev fra 1820, kunne jeg kun klage over deres dumhed og træghed, nu er de herlige mennesker, i stand til alt godt.
Han så da ind i fremtiden med lyst håb for sit fædreland, og med det samme var der for den fromme mand en stadig trang til i tanken at dvæle ved alt, hvad Gud havde skænket ham af goder i livet; det var for ham, som om han ikke kunne være taknemmelig nok derfor. Disse følelser og stemninger holdt sig hos ham til hans sidste dage, hvor tunge tab han end måtte lide, da han 1822 mistede sin hustru efter 48 års overordentlig lykkelige ægteskab, og da hans søster Louise Stolberg, der efter sin mands død levede hos ham og stod ham meget nær, døde 2 år derefter. Han etablerede Reventlow-asylet til ældre kvinder i 1824. Åndsfrisk og arbejdsdygtig indtil sin høje alderdom døde han efter nogle måneders sygdom 11. oktober 1827, 79 år gammel. I sit ægteskab havde han 13 børn.
Statistikeren Adolf Frederik Bergsøe fik en pris for sin beskrivelse af Reventlows virke.

## Gengivelser af og monumenter for C.D.F. Reventlow

### Maleri og grafik
- Silhouet forestillende Reventlow som ung
- Portrætmaleri af Ulrich Ferdinandt Beenfeldt (1767, formentlig forestillende Reventlow, Brahetrolleborg)
- Portrætmaleri af Peder Als (1772)
- Afbildet på satirisk radering (1789)
- Afbildet på familieportræt af Nicolaus Wolff (1790, Reventlow-Museet Pederstrup)
- Afbildet på Wilhelm von Haffners pastel af selskab hos kongen (1794, Jægerspris Slot)
- Portrætmaleri af Hans Hansen (ca. 1804/05/06, Reventlow-Museet Pederstrup; Brahetrolleborg), forstørret kopi af Valdemar Kornerup (1889, Det Nationalhistoriske Museum på Frederiksborg Slot) og litograferet af I.W. Tegner & Kittendorff (1879), efter dette flere xylografier, bl.a. af H.P. Hansen (1884)
- Fremstillet på to satiriske raderinger af Olaus Peter Gram (1813)
- Portrætmaleri af C.A. Jensen (1823, Brahetrolleborg), gentagelse (Christianssæde), gentagelser som brystbillede bl.a. 1823, 1829 og 1833 (Frederiksborgmuseet), litograferet af Asmus Kaufmann (1836) og gengivet i flere litografier bl.a. på mindeblade for stavnsbåndets ophævelse, og i xylografier, bl.a. af H.P. Hansen (1876)
- Lidt varieret gentagelse af 1823-maleriet (1828, Kunstakademiet), efter dette kopi af Just Michael Hansen (1833)
- Tegning af Frk. von Witzleben
- Miniature af G. Salemann

### Skulptur
- Statue af F.E. Ring (Odense Bys Museer)
- Relief af A.F. Pacht på obelisk 1888 (Frederiksborg Slotshave)
- Buste af Rasmus Bøgebjerg (1888, Dansk Landbrugsmuseum; Statens Museum for Kunst)
- Relief af Richard Magnussen på obelisk 1914 (ved Horslunde Kirkegård)
- Maske af Anders Bundgaard (Christiansborg)
- Mindetavle (Vesterborg Kirke)